# Núria Añó
Núria Añó (Lérida, Cataluña, España, 10 de febrero de 1973) es una escritora, novelista y biógrafa española. 

## Trayectoria
Vivió en Mollerusa hasta la edad de 19 años. Estudió Filología Catalana y Lengua Alemana.
Además de novelista es también traductora y ponente en coloquios y congresos internacionales de temática literaria, donde suele hablar del proceso de creación literaria, sobre cine, ciudades o bien, mediante artículos científicos, analiza la obra de autores como Elfriede Jelinek, Patricia Highsmith, Salka Viertel, Karen Blixen, Alexandre Dumas o Franz Werfel.
Añó comenzó escribiendo cuentos a temprana edad y publicó su primera historia en 1990. Después algunas de sus historias se publicaron en libros de antologías. Algunos de sus relatos cortos como 2066. Empieza la etapa de corrección en clave distópica sobre la vejez, el cambio climático y el mundo futuro, o Presagio, que retrata a una víctima de la violencia doméstica, entre otros, han sido publicados en prestigiosas revistas internacionales y traducidos a una decena de idiomas.
En el año 2004 la novela Els nens de l'Elisa fue tercera finalista del Premio Ramon Llull de novela. Siguen las novelas L'escriptora morta (La escritora muerta, 2018), publicada en 2008; Núvols baixos (Nubes bajas, 2021), en 2009; y La mirada del fill (La mirada del hijo, 2019), en 2012.
Su trabajo más reciente es El salón de los artistas exiliados en California, una biografía sobre la actriz, guionista y salònniere Salka Viertel que retrata el Hollywood en los años treinta y cuarenta, la cantidad de artistas y escritores prolíficos procedentes de Europa que trabajaron y luego se exiliaron en los Estados Unidos debido al auge del nazismo en Alemania y Austria. Un trabajo de investigación que engloba muchas personalidades conocidas y ahonda en sus relaciones personales y profesionales.
El conjunto de la obra de Añó - que consta en su mayoría de novela y biografía - ha sido publicada en catalán y traducida a español, francés, inglés, alemán, italiano, portugués, holandés y griego. Además de esas lenguas, algunos de sus relatos, ensayos y artículos han sido también traducidos y publicados en polaco, chino, letón y árabe.

## Estilo y temáticas
El estilo literario de Añó ahonda en la exploración del individuo contemporáneo, se enfoca en la psicología de sus personajes, en general antihéroes evitando el maniqueísmo. "Los personajes son más importantes" en sus libros "que el argumento", debido a "una introspección, una reflección, no sentimental, pero desde un punto femenino". Su obra, compuesta principalmente de narrativa y ensayo, abarca muchos temas de actualidad como la desigualdad social, la imperfección de la comunicación humana, problemas de relevancia social y es frecuente que el fondo de sus historias no se cuente. Añó incita al lector a descubrir el "sentido profundo" y a involucrarse en los hechos presentados.
Su obra es considerada "una de las grandes promesas de la narrativa catalana contemporánea" y la autora, valorada como "uno de los valores más representativos de la literatura catalana actual" Como novelista algunos medios internacionales la han descrito como "el mayor talento revelado para la región de Barcelona del s. XXI" y con una fuerte estructura narrativa que "atrae poderosamente al lector."

## Premios y distinciones
En 1996 fue galardonada con el décimo octavo premio Joan Fuster de narrativa de ficción de la Ciudad de Almenara. En 2016 Añó fue distinguida por la asociación cultural Nuoren Voiman Liitto en Sysmä, Finlandia. El mismo año, obtuvo una beca como escritora en residencia en Shanghái a través del programa de escritura Shanghai Writing Program. En 2017 la autora es distinguida por el Baltic Centre en Visby, Suecia. En otoño, por el IWTCR en Rodas, Grecia. En 2018 es seleccionada para la residencia Cracovia UNESCO Ciudad de Literatura en Polonia. Gana el cuarto premio internacional de escritura 2018 Shanghai Get-Together. En 2019 obtiene una beca como escritora en residencia en IWTH Ventspils, Letonia. En 2020 obtiene la beca internacional IWP en Pekín, China.

### Novelas
- Els nens de l'Elisa; Omicron 2006 ISBN 84-96496-26-0 EAN ISBN 978-84-96496-26-2
- L'escriptora morta ('La escritora muerta', 2018); Omicron 2008 ISBN 978-84-96496-65-1
- Núvols baixos; Omicron 2009 ISBN 978-84-92544-28-8
- La mirada del fill ('La mirada del hijo', 2019); Abadía 2012 ISBN 978-84-96847-77-4

### Biografía
- El salón de los artistas exiliados en California: Salka Viertel acogió en su exilio a actores, intelectuales prominentes y personas anónimas huidas del nazismo (2020) ISBN 9780463996102 (ebook) ISBN 1658631633 ISBN 9781658631631 (en rústica)

### Principales libros en español
| Año  | Título                                           | ISBN |
| ---- | ------------------------------------------------ | --- |
| 2018 | La escritora muerta                              | ISBN 9780463101407 (ebook); ISBN 19-81078-95-9 ISBN 978-19-81078-95-0 (rústica); ISBN 9781664972032 (audiolibro); ISBN 9798745284298 (tapa dura) |
| 2019 | La mirada del hijo                               | ISBN 9780463358542 (ebook) ISBN 17-90867-27-4; ISBN 978-17-90867-27-1 (rústica); ISBN 9798745859861 (tapa dura)                                  |
| 2020 | El salón de los artistas exiliados en California | ISBN 9780463996102 ISBN 9781393594420 (ebook); ISBN 1658631633 ISBN 9781658631631 (rústica); ISBN 9798744718015 (tapa dura)                      |
| 2021 | Nubes bajas                                      | ISBN 9781005245528 (eBook); ISBN 9798714881695 (rústica); ISBN 9781667007571 (Audiolibro)                                                        |

## Obra traducida a otros idiomas

### Novela
- The Dead Writer; 2020 ISBN 9781071533307 (eBook) ISBN 978-1071536209 (en rústica) (Inglés)
- Lowering Clouds; 2020 ISBN 9781071539446 (eBook) ISBN 978-1071542330 (en rústica) (Inglés)
- La scrittrice morta; 2018 ISBN 978-15-47542-71-0 (eBook) ISBN 978-15-47548-24-8 (en rústica) (Italiano)
- Nuvole basse; 2018 ISBN 978-15-47560-49-3 (eBook) ISBN 978-15-47562-33-6 (en rústica) (Italiano)
- Lo sguardo del figlio; 2019 ISBN 9781071521489 (eBook) ISBN 9781071524121 (en rústica) (Italiano)
- A escritora morta; 2018 ISBN 978-15-47549-80-1 (eBook) ISBN 978-15-47553-38-9 (en rústica) (Portugués)
- O Olhar do Filho; 2018 ISBN 978-15-47546-68-8 (eBook) ISBN 978-15-47548-70-5 (en rústica) (Portugués)
- Nuvens baixas; 2019 ISBN 978-15-47589-38-8 (eBook) ISBN 978-15-47592-49-4 (en rústica)(Portugués)
- L'écrivaine morte; 2018 ISBN 978-15-47559-88-6 (eBook) ISBN 978-15-47560-74-5 (en rústica) (Francés)
- Le regard du fils; 2019 ISBN 978-10-71501-09-2 (eBook) (Francés)ISBN 9781071503577 (en rústica) (Francés)
- Nuages bas; 2020 ISBN 9781071556559 (eBook) ISBN 978-1071561546 (en rústica) (Francés)
- De dode schrijfster; 2019 ISBN 978-15-47580-19-4 (eBook) ISBN 978-15-47583-07-2 (en rústica) (Neerlandés)
- De blik van de zoon; 2020 ISBN 9781071534496 (eBook) ISBN 978-1071536483 (en rústica) (Neerlandés)
- Tiefe Wolken; 2019 ISBN 9781071520925 (eBook) ISBN 9781071524022 (en rústica) (Alemán)
- Die tote Schriftstellerin; 2019 ISBN 9781071521731 (eBook) ISBN 9781071524190 (en rústica) (Alemán)
- Der Blick des Sohnes; 2019 ISBN 9781071504239 (eBook) ISBN 9781071511343 (en rústica) (Alemán)
- TO ΒΛΕΜΜΑ ΤΟΥ ΓΙΟΥ; 2019 ISBN 9781071518755 (eBook) ISBN 9781071523421 (en rústica) (Griego)
- Η Νεκρή Συγγραφέας; 2020 ISBN 9781071526521 (eBook) ISBN 9781071530443 (en rústica) (Griego)

### Biografía
- The Salon of Exiled Artists in California; 2020 ISBN 9780463206126 (eBook) ISBN 979-8647624079 (en rústica) (Inglés)
- Το σαλόνι των εξόριστων καλλιτεχνών στην Καλιφόρνια; 2020 ISBN 9781071555637 (eBook) (Griego)
- DER SALON DER EXILKÜNSTLER IN KALIFORNIEN; 2020 ISBN 9781071576700 (eBook) ISBN 978-1071579206 (en rústica) (Alemán)
- O SALÃO DOS ARTISTAS EXILADOS NA CALIFÓRNIA; 2021 ISBN 9781071590218 (eBook) ISBN 978-1667413747 (en rústica) (Portugués)
- LE SALON DES ARTISTES EXILÉS EN CALIFORNIE; 2021 ISBN 9781071596869 (eBook) ISBN 978-1667413754 (en rústica) (Francés)
- IL SALONE DEGLI ARTISTI ESILIATI IN CALIFORNIA; 2021 ISBN 9781667410739 (eBook) ISBN 978-1667413761 (en rústica) (Italiano)

### Relatos
- Lluvia de primavera, La República Literaria, 1991.
- Dones i Literatura a Lleida Ayuntamiento de Lérida, 1997 (libro colectivo).
- VIII Concurs de Narrativa Mercè Rodoreda, Ràdio Molins de Rei, 1997 (libro colectivo).
- Estrenes, Universidad de Lérida, 2005 (libro colectivo).
- 2066. Empieza la etapa de corrección, Cafebabel, París, 2006.
- Escata de drac, Ayuntamiento de Lérida, 2012 (libro colectivo).
- Fábula, núm. 35, Universidad de la Rioja, Logroño, 2013 (libro colectivo).
- Issue 3. Grief, When Women Waken, 2014 (libro colectivo).
- Resonancias, núm. 127, París, 2014 (libro colectivo).
- Letralia, Year XX, 2016.
- Revista Narrativas, no. 43, 2016 (libro colectivo).
- April Issue, Nebula, 2017 (libro colectivo).
- Domuzime, no. 4, 2017 (libro colectivo).
- Revista Literaria Visor, no. 12, 2018 (libro colectivo).
- Shanghai Get-Together, 2018 (libro colectivo).

### Ensayo
- Des lettres et des femmes... La femme face aux défis de l'histoire, Peter Lang, 2013 (libro colectivo).
- Les romancières sentimentales: nouvelles approches, nouvelles perspectives, L'ull crític 17-18, Universitat de Lleida, 2014 (libro colectivo).
- Cien años del Genocidio Armenio: Un siglo de silencio, Editarx, 2016 (libro colectivo).
- L'art de l'adaptation: féminité et roman populaire, University of Lleida, 2016 (libro colectivo).
- Cine y Literatura, Editorial Letralia, 2017 (libro colectivo).
- The Mother Tongue in a Foreign Land, Shanghai Writers' Association, 2017. (libro colectivo).
- Exilios y otros desarraigos, Editorial Letralia, 2018 (libro colectivo).
- China Life magazine, no. 151, 2018 (libro colectivo).
- Mémoires et écrits de femmes: La création féminine revisitée, L'Harmattan, 2019 (libro colectivo).
- Agapè. De l'amour dans le patrimoine littéraire, L'Harmattan, 2019 (libro colectivo).